# Metalma
Metalma (Fábrica de Brinquedos da Metalúrgica Matarazzo) foi uma fábrica de brinquedos fundada em 1931 e que se destacou em São Paulo.

## História

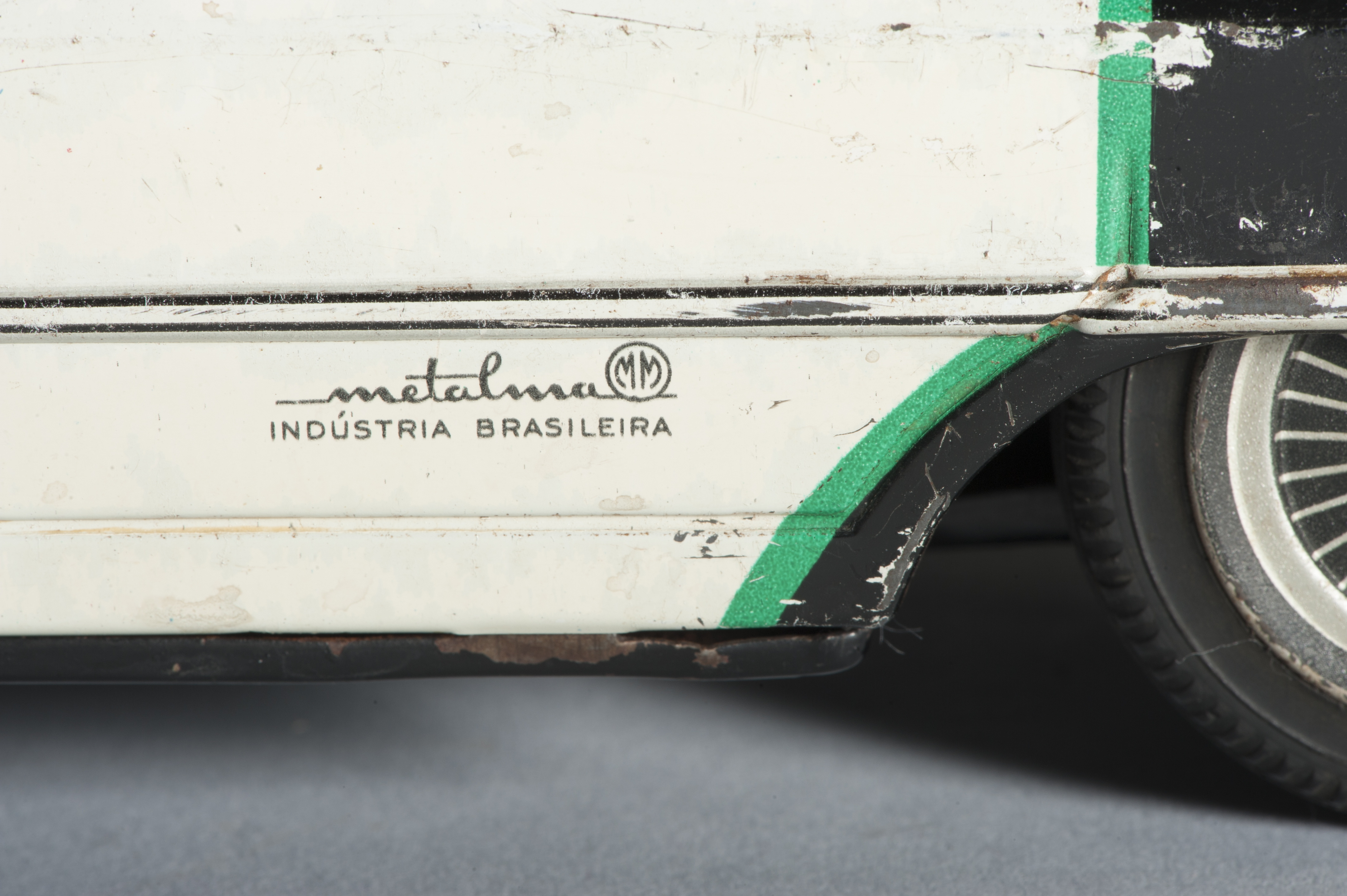
Detalhe de um carrinho de polícia (Coleção Museu Paulista) produzido em folha de flandres com a inscrição "Metalma".

A empresa, braço das Indústrias Reunidas Francisco Matarazzo (IRFM), tinha como principal matéria-prima as sobras das folhas de flandres utilizadas na fabricação de latas da indústria alimentícia e que com o tempo, já na década de 1960, passaram a ser substituídas pelo plástico.
Em 1935, com o desmembramento da empresa Pignatari & Matarazzo, de propriedade de Júlio Pignatari e de Cicilio Matarazzo, surgiu a Metalma, que passou a ter como único proprietário Cicilio, apelido de Francisco Matarazzo Sobrinho.

## Contexto Histórico
Os brinquedos eram raros até o século XIX, onde somente famílias com muito poder aquisitivo compravam produtos europeus, caros para suas crianças. O restante brincavam com o que dispunham quando não, criavam seus próprios brinquedos, como a peteca, de origem indígena.
A Revolução Industrial trouxe as primeiras fábricas de brinquedos na Europa e no Brasil, começaram a chegar trenzinhos, bonecas de porcelana, porém tudo via importação.
Com a Primeira Guerra Mundial e a dificuldade para a importação, a indústria de brinquedos (assim como outros) foram impulsionadas no Brasil, surgindo então a Metalma.

## Produtos

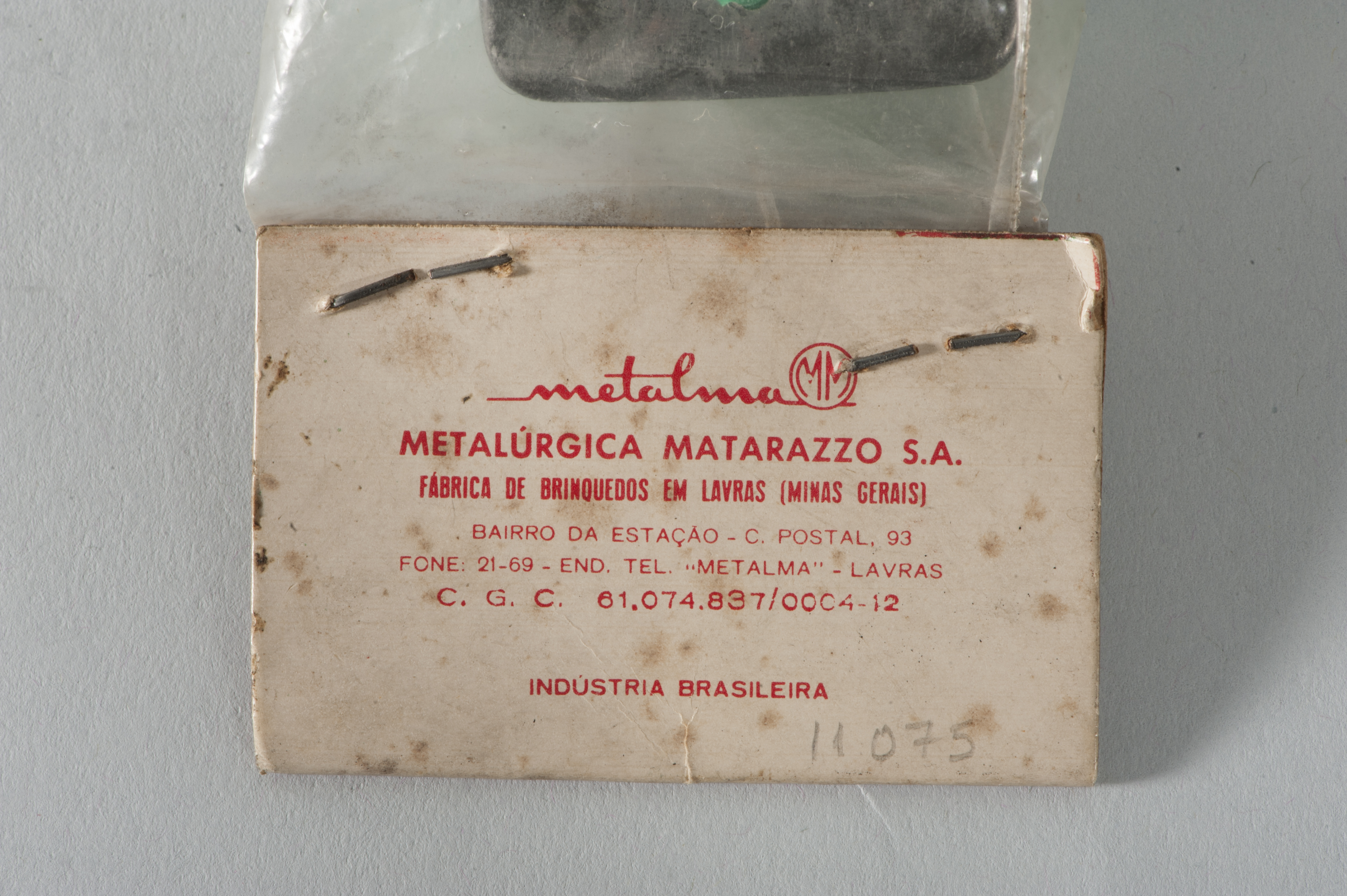
Embalagem do brinquedo Metalma

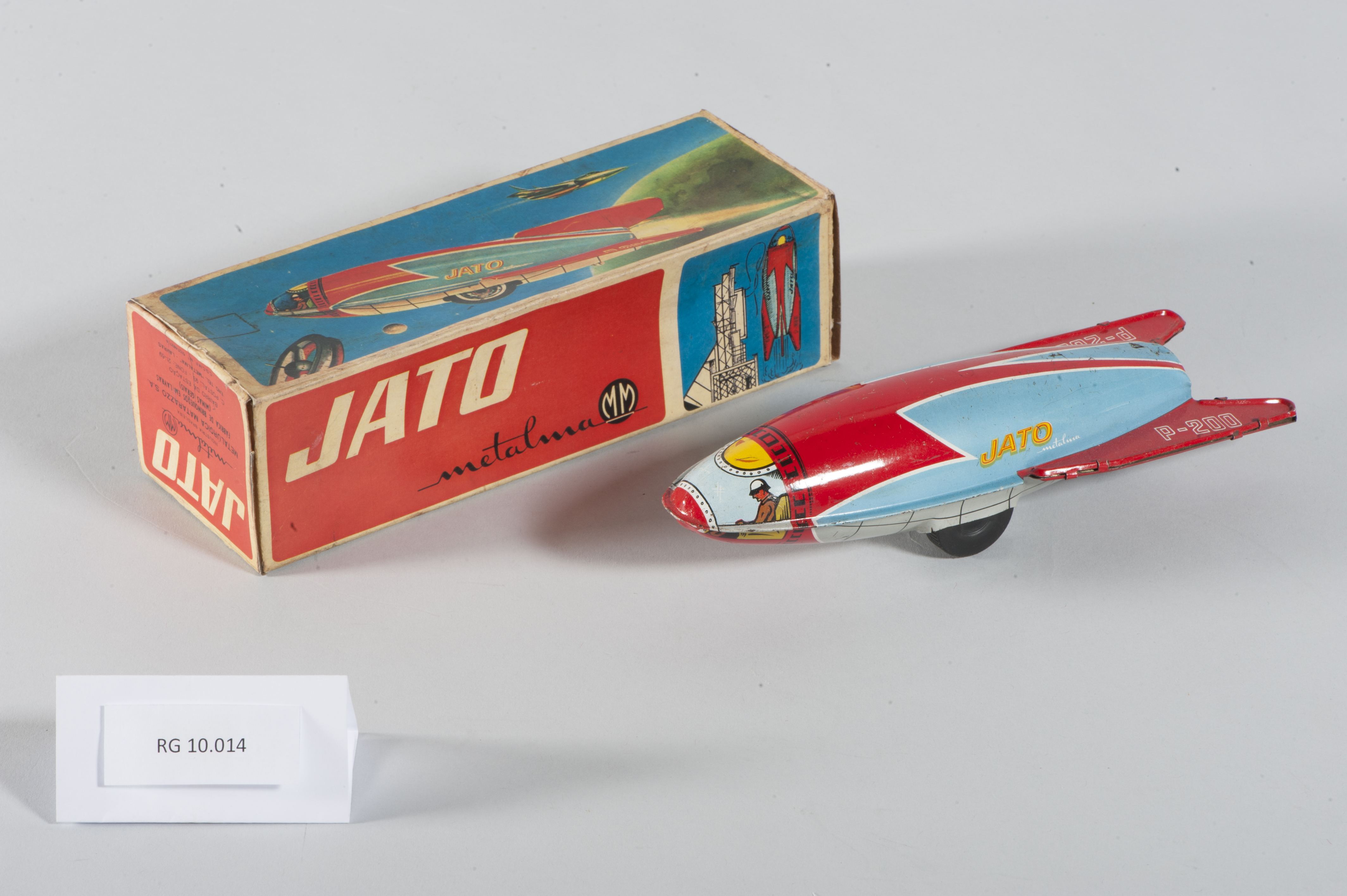
Brinquedo Avião fabricado pela Metalma

Foram fabricados pela Metalma, carrinhos, aviões, ônibus, carroças, panelinhas, conjuntos de cozinhas, entre outros. 
Os primeiros que se têm registro foram os aviões, trenzinhos, jipes. Os trens possuíam um mecanismo de corda e vinham com um conjunto de trilhos. Com o tempo foram acrescentados estações ferroviárias, semáforos e túneis.
Atualmente estas peças são disputadas por colecionadores e encontradas, adquiridas como antiguidades.

## Livro
Originado de um estudo para a dissertação de mestrado, o livro "Brinquedos de Lata Metalma - Objetos da Infância na Industrialização Paulistana, 1930 - 1950"  retrata a trajetória da Metalma, utilizando-se de diversas fontes de pesquisas, desde coleções de brinquedos de particulares, dos descendentes da família Matarazzo e Museu Paulista. O livro traz também a publicidade feita para estes brinquedos e faz um vínculo deles com os hábitos, costumes e cultura da sociedade da época, em especial no que diz respeito à valorização da indústria nacional .